# Ca l'Arquer (Badalona)
Ca l'Arquer és una masia del barri de Pomar de Dalt a Badalona (Barcelonès), catalogada com a bé cultural d'interès local.

## Història
En temps recents, havia pertangut al duc de Solferino, com l'adjacent castell de Godmar. Actualment, la divisió de les finques les ha concedit a diferents hereus.

## Descripció

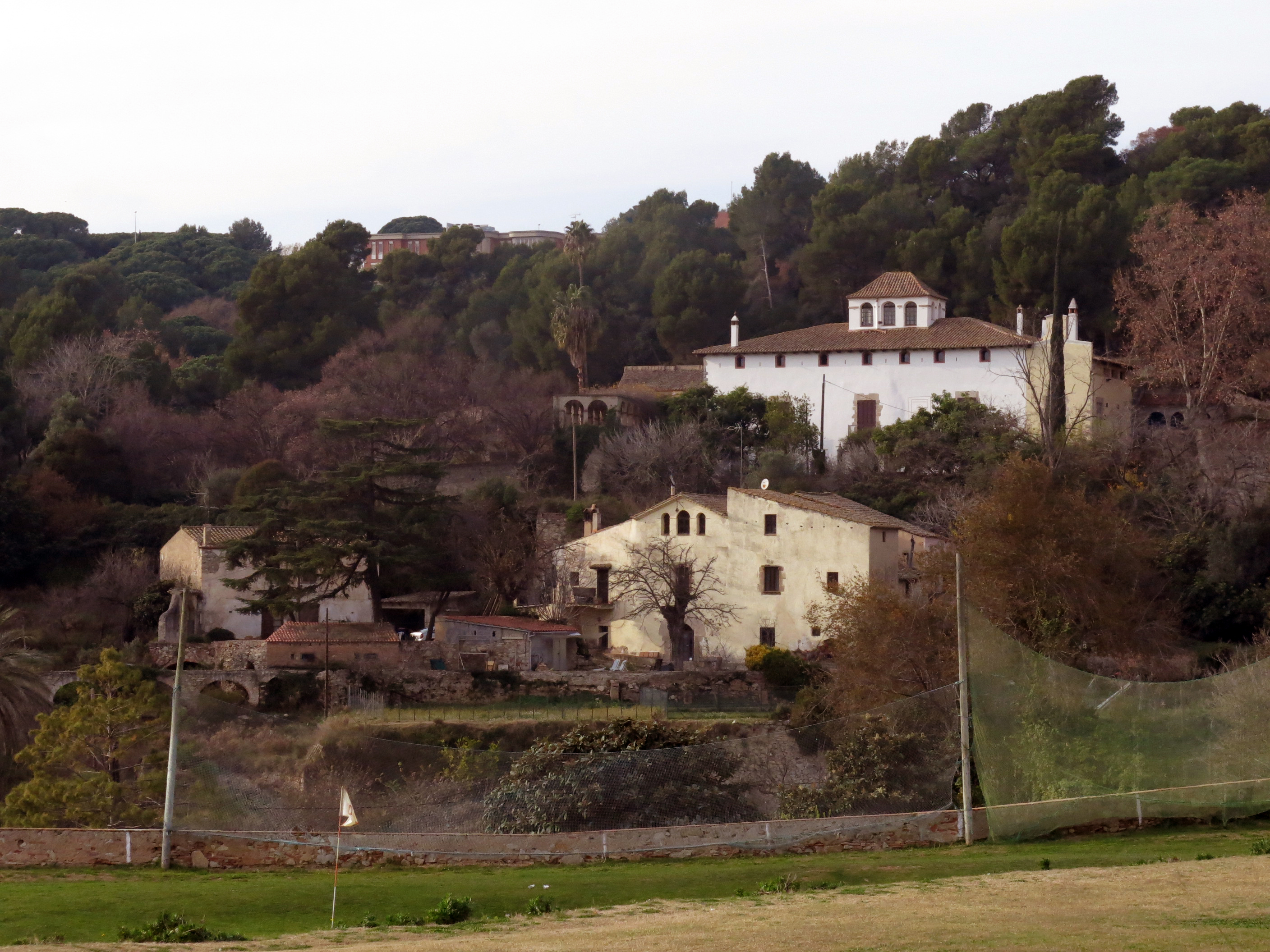
Ca l'Arquer, amb Can Miravitges al fons

Situada a la riera de Pomar, és un conjunt format per una masia basilical, de tres cossos. El de la dreta està rematat en forma de torre. Té planta baixa, un pis, amb finestres gòtiques, i golfes amb galeria d'arcs semicirculars. El conjunt, amb les construccions auxiliars, està encerclat per un barri.